# Heriades
Heriades es un género de abejas de la familia Megachilidae. Son relativamente pequeñas, generalmente negras. Tienen bandas abdominales estrechas. Parecen pequeñas Osmia.
Están distribuidas por todo el mundo, excepto Sudamérica y Australia. Hay más de 130 especies; aproximadamente 11 en América del Norte y América Central; solo 3 al oeste de las montañas Rocosas. Una especie europea H. truncorum ha sido introducida a Norteamérica. 
Al igual que otras abejas de la tribu Osmiini, Hoplitis y Ashmeadiella anidan en cavidades hechas por otros insectos y ocasionalmente usan piñas de pinos.  Usan resina de coníferas, fibras de plantas y arena en la construcción de tabiques del nido.

Son oligolécticas (en algunas subfamilias de Asteraceae).